# Michał Słonina
Michał Słonina (ur. 7 stycznia 1983 w Tychach) – piłkarz futsalowy, reprezentant Polski. Karierę piłkarską rozpoczynał w MOSMie Tychy, którego jest wychowankiem. Po kilku latach gry w drużynie GKS 71 Tychy, przeniósł się do Górnika Wesoła, ponieważ chciał skupić się na grze w futsalu.

## Kariera futsalowa

### Kluby
- Clearex Chorzów
- Jango Mysłowice
- GKS Tychy
- Clearex Chorzów[2]
- Wisła Krakbet Kraków
- AZS UŚ Katowice
- Gwiazda Ruda Śląska

### Reprezentacja
Przygodę z reprezentacją narodową rozpoczął w 2007 roku. W swoim debiutanckim meczu, przeciwko Białorusi, strzelił dwie bramki. W Reprezentacji Polski w futsalu wystąpił 24 razy i zdobył 10 bramek (stan na 06.03.2009 r.).